# 2008-as Nickelodeon Kids’ Choice Awards
Ez a huszonegyedik Nickelodeon Kids’ Choice Awards. amelyet 2008. március 29-én rendeztek Pauley Pavilion, Los Angeles, Kaliforniában.

## Fellépők
- The Naked Brothers Band - I Don't Want to Go to Schoo
- Miley Cyrus - G.N.O (Girl's Night Out)
- Lil Mama - Shawty Get Loose

## Győztesek és jelöltek

### Kedvenc filmszínész
- Johnny Depp - A Karib-tenger kalózai: A világ végén
- Ice Cube - Tor-túra 2.
- Dwayne Johnson - Gyerekjáték
- Eddie Murphy - Norbit

### Kedvenc filmszínésznő
- Jessica Alba - A Fantasztikus Négyes és az Ezüst Utazó
- Drew Barrymore - Zene és szöveg
- Keira Knightley - A Karib-tenger kalózai: A világ végén
- Kirsten Dunst - Pókember 3

### Kedvenc film
- Alvin és a mókusok
- Transformers
- Tor-túra 2.
- A Karib-tenger kalózai: A világ végén

### Kedvenc animációs film
- L’ecsó
- Mézengúz
- Harmadik Shrek
- A Simpson család – A film

### Kedvenc hang egy animációs filmből
- Eddie Murphy - Harmadik Shrek
- Cameron Diaz - Harmadik Shrek
- Mike Myers - Harmadik Shrek
- Jerry Seinfeld - Mézengúz

### Kedvenc Tv színész
- Drake Bell - Drake és Josh
- Josh Peck - Drake és Josh
- Cole Sprouse - Zack és Cody élete
- Dylan Sprouse - Zack és Cody élete

### Kedvenc Tv színésznő
- Miley Cyrus - Hannah Montana
- Raven-Symoné - That’s So Raven
- Jamie Lynn Spears - Zoey 101
- Emma Roberts - Tökéletlenek

### Kedvenc Tv show
- Drake és Josh
- Hannah Montana
- iCarly
- Zack és Cody élete

### Kedvenc rajzfilm
- Avatár – Aang legendája
- Ed, Edd és Eddy
- SpongyaBob Kockanadrág
- A Simpson család

### Kedvenc férfi sportoló
- Tony Hawk
- Shaquille O’Neal
- Alex Rodriguez
- Tiger Woods

### Kedvenc női sportoló
- Danica Patrick
- Cheryl Ford
- Serena Williams
- Venus Williams

### Kedvenc együttes
- Jonas Brothers
- Boys Like Girls
- Fall Out Boy
- Linkin Park

### Kedvenc férfi énekes
- Chris Brown
- Bow Wow
- Soulja Boy
- Justin Timberlake

### Kedvenc női énekes
- Miley Cyrus
- Beyoncé Knowles
- Fergie
- Alicia Keys

### Kedvenc dal
- Avril Lavigne - Girlfriend
- Sean Kingston - Beautiful Girls
- Fergie - Big Girls Don't Cry
- Akon - Don't Matter

### Kedvenc videó játék
- Madden NFL 08
- Dance Dance Revolution Hottest Party
- Guitar Hero III: Legends of Rock
- High School Musical: Sing It!

### Kedvenc könyv
- Harry Potter
- Egy ropi naplója
- Buffy the Vampire Slayer Season Eight
- A skacok meg a kukacok

### Wannabe díjas
- Cameron Diaz

## Nyálkás hírességek
- Orlando Bloom
- Brendan Fraser
- Harrison Ford
- Jack Black

## Fordítás
- Ez a szócikk részben vagy egészben  a(z)   2008 Kids' Choice Awards című angol Wikipédia-szócikk ezen változatának fordításán alapul.  Az eredeti cikk szerkesztőit annak laptörténete sorolja fel. Ez a jelzés csupán a megfogalmazás eredetét és a szerzői jogokat jelzi, nem szolgál a cikkben szereplő információk forrásmegjelöléseként.